# ایرینا اوشاکووا
ایرینا اوشاکووا (انگلیسی: Irina Ushakova؛ زادهٔ ۲۹ سپتامبر ۱۹۵۴) ورزشکار شمشیربازی اهل اتحاد جماهیر شوروی سوسیالیستی است.
وی در مسابقات کشوری و بین‌المللی در مجموع برندهٔ ۱ مدال نقره شده‌است.